# Minh Hòa, Hữu Lũng
Minh Hòa là một xã thuộc huyện Hữu Lũng, tỉnh Lạng Sơn, Việt Nam.
Xã Minh Hòa có diện tích 14,78 km², dân số năm 1999 là 2.211 người, mật độ dân số đạt 150 người/km².
Theo thống kê năm 2019, xã Minh Hòa có diện tích 14,78 km², dân số là 2.604 người, mật độ dân số đạt 176 người/km².